# Philip Lowe
Sir Philip Lowe KCMG (* 1947 in Leeds) ist ein britischer Wirtschaftswissenschaftler und EU-Beamter. Er war von Februar 2010 bis Januar 2014 Leiter der Generaldirektion Energie (ENER) innerhalb der Generaldirektionen der Europäischen Kommission. Sein Nachfolger auf diesem Posten ist Dominique Ristori.

## Leben
Lowe studierte Politikwissenschaften, Philosophie und Volkswirtschaft am St John’s College der Universität Oxford und schloss die London Business School mit einem Mastertitel ab. Er arbeitete dann in der Industrie, in verschiedenen Unternehmen der weiterverarbeitenden Industrie und der Fertigungsindustrie.
1973 trat er in die Verwaltung der Europäischen Kommission ein. Bei der Europäischen Kommission hatte er im Verlauf seiner Karriere verschiedene Führungspositionen inne, unter anderem als Kabinettschef und Direktor in verschiedenen Generaldirektionen der Europäischen Kommission. Zu seinen Aufgaben innerhalb der Generaldirektionen gehörten unter anderem die Förderung strukturschwacher Regionen, Regionalentwicklung, Entwicklungshilfe, Landwirtschaftspolitik, Verkehrspolitik und Verwaltung.
1997 wurde er Generaldirektor (Director-General) der Generaldirektion Entwicklung. Lowe war Leiter des persönlichen Mitarbeiterstabes von EU-Kommissar Neil Kinnock. In dieser Funktion war er unter Kinnocks Führung entscheidend an der Verwaltungsreform und Neustrukturierung der Europäischen Kommission beteiligt. Lowe gilt seither als ausgewiesener Kenner der EU-Bürokratie und ihrer Verwaltungsstrukturen.
Im September 2002 wurde er, als Nachfolger von Alexander Schaub, Generaldirektor (Director-General) der Generaldirektion Wettbewerb, der sog. EU-Wettbewerbsbehörde. Unter seiner Führung prüfte die EU-Wettbewerbsbehörde unter anderem mehrfach erfolgreich Verstöße europäischer Energieversorgungsunternehmen gegen das Kartellverbot.
Im Februar 2010 wurde er Generaldirektor der Generaldirektion für Energie, die dem Kommissar für Energie, zu jener Zeit Günther Oettinger, untersteht. 2014 wurde er zum Knight Commander des Order of St Michael and St George ernannt. Lowe gilt als Kenner Deutschlands; er spricht auch perfekt Deutsch.

## Wirken in der Öffentlichkeit
Lowe forderte eine stärkere Unabhängigkeit Europas von ausländischen Energieversorgungsunternehmen und von ausländischen Energiequellen. Europa müsse, aus seiner Sicht, selbst wettbewerbsfähig sein und auf nachhaltige Energieformen setzen.
In einer Dokumentation des Senders ARTE mit dem Titel Die Wahrheit über erneuerbare Energie äußerte sich Lowe zur erneuerbaren Energie aus Biomasse bezüglich deren CO2-Neutralität (Eyefactor) und zu Steinkohle als Energieträger. Lowe sagte, die Europäische Kommission versuche, die Produktion von nachhaltigem Biosprit und Biomasse zu fördern; er warnte jedoch gleichzeitig vor zu vielen Umweltauflagen, die Produzenten abhalten könnten, in diese Energien überhaupt zu investieren. Lowe sagte wörtlich: „Wir brauchen jede Energiequelle, die wir bekommen können, und wie überall in der Wirtschaft gibt es nichts umsonst!“